# Cyrielle Peltier
Pour les articles homonymes, voir Peltier.
Cyrielle Peltier, née le 20 mars 1992 au Mans, est une joueuse professionnelle de squash représentant la France. Elle atteint en novembre 2015 la 51e place mondiale sur le circuit international, son meilleur classement.

## Biographie
Elle participe avec l'équipe de France aux championnats du monde par équipes en 2014.
Une grave blessure à la cheville (luxation du péroné avec arrachement des ligaments de la cheville) en 2015 contrarie son ascension vers les sommets.

## Palmarès

### Finales
- Championnats d'Europe par équipes: 2 finales (2014, 2015)